# Сорбье, Жан Бартелемо
Жан Бартелемо де Сорбье (фр. Jean Barthélemot de Sorbier; 17 ноября 1762, Париж — 23 июля 1827, Сен-Сюльпис, Ньевр) — французский военный деятель, первый генеральный инспектор артиллерии (с 29 марта 1813 года по 22 июня 1815 года), дивизионный генерал (с 6 января 1800 года), граф Сорбье и Империи (декрет от 19 марта 1808 года, патент подтверждён 6 июня 1808 года), участник революционных и наполеоновских войн.

## Происхождение. Запись в артиллерийский корпус. Знакомство с Наполеоном
Родился в семье Жана Бартелемо Сорбье — кавалера ордена Св. Михаила, полкового хирурга королевской армии и мелкопоместной дворянки Элизабет Лубраду де ля Перьер.
Сорбье-младший не испытывал особого интереса к медицине, а потому не пожелал продолжить дело отца, армейскими связями которого он, тем не менее, воспользовался. 1 сентября 1782 г. 19-летний Жан Сорбье, окончательно решивший стать военным, поступил в королевский артиллерийский корпус. Ровно через год он получил звание второго лейтенанта и был определен в полк в местечке Ля Фер. Потребовались долгие шесть лет безупречной службы, чтобы нашего героя, наконец, заметили и представили к очередному званию. В 1789 г. он стал лейтенантом в 4-й бригаде своего полка, расквартированного в Валансе. Именно там он познакомился и подружился с новым сослуживцем — невзрачным корсиканцем по фамилии Буонапарте, которому История уготовила великое будущее.

## Карьера в годы Первой Республики и Консульства
1 апреля 1791 г. Ж. Сорбье в чине 2-го капитана, (официально утвержден в звании 1 мая 1792 г.), был направлен в Страсбург для подготовки личного состава в формируемой 7-й роте конной артиллерии. В 1792-93 гг. служил в Центральной и Мозельской армиях. 28 августа 1792 г. Сорбье был произведен в майоры. Через месяц он доказал, что достоин своего звания, проявив личную храбрость в битве при Вальми (20 сентября 1792 г.). В сражении при Арлоне (9 июня 1793 г.) Сорбье, возглавив 1-ю роту конной артиллерии,
несколькими картечными залпами рассеял каре венгерских гренадер и обратил противника в бегство. За этот подвиг он был удостоен звания аджюдан-генерала (22 июня 1793 г.). 24 сентября того же года Сорбье был отозван из армии и вернулся на службу лишь 1 апреля 1795 г. в чине командира бригады 3-го конно-артиллерийского полка. В 1795—97 гг. сражался в рядах Самбро-Маасской армии. В ходе первой операции по форсированию Рейна (6 сентября 1795 г.) отвечал за организацию укрепленного лагеря в районе Дюссельдорфа. Позже, командовал всей артиллерией левого фланга французской армии. Отличился в сражениях при Альтенкирхене (4 июня 1796 г.) и Укерате (под командованием генерала Клебера). После битвы при Нойвиде (18 апреля 1797 г.) прямо на поле боя был произведен генералом Гошем в бригадные генералы (утвержден Директорией в этом звании 17 июня 1797 г.).
С 12 января 1798 г. Сорбье сражался в Армии Англии, а позднее в Майнцской армии. 18 марта 1799 г. его назначили командующим резервной артиллерии обсервационной армии Роны. 21 января 1800 г. получил должность генерал-инспектора артиллерии. 16 марта был направлен в Рейнскую армию генерала Сен-Сюзана, где командовал артиллерией левого фланга. 1 июня 1800 г. Сорбье был прикомандирован ко 2-й резервной армии в Дижоне, которую позднее переименовали в Армию Граубюндена (её возглавил генерал Макдональд). С 22 июня 1803 г. Жан Сорбье командовал артиллерией у маршала Даву в лагере в Брюгге.

## На службе у императора французов
С 30 августа 1805  г. генерал Сорбье исполнял обязанности командира артиллерии 3-го корпуса Великой армии. Отличился в сражении при Аустерлице. 23 сентября 1806 г. занял пост командующего артиллерией Итальянской армии. Участвовал в бою при Раабе (14 июня 1809 г.). 14 августа 1809 г. был награждён орденом Железной Короны.
20 февраля 1811 г. сменил генерала Ларибуазьера на посту командующего артиллерией Императорской гвардии. Во время Русского похода возглавлял резервную гвардейскую артиллерию Великой армии (с 8 апреля 1812 г.). Отличился в Смоленском сражении (17 августа 1812 г.) и Бородинской битве. Разгневал французского императора преждевременным уничтожением мостов на Березине. По словам очевидцев, Наполеон, вызвав к себе генерала, в сердцах произнес: «Сорбье, Ваше имя никогда не войдет в Историю!».
Тем не менее, ожидаемой опалы не последовало, и уже 22 января 1813 г. Сорбье командовал артиллерией Великой армии у Э. Богарне во время отступления к Эльбе. 29 марта 1813 его назначили 1-м генерал-инспектором артиллерии вместо умершего генерала Эбле. Он участвовал в «Битве народов» при Лейпциге. С января по апрель 1814 года руководил артиллерией Великой армии в Шампани. В том же году стал командором ордена Святого Людовика и кавалером ордена Почетного легиона (29 июля 1814 г.).

## Членство в Палате депутатов. Отставка. Последние годы жизни
После первого отречения Наполеона, Сорбье вышел в отставку, и в дальнейшем не возвращался на военную службу.  13 мая 1815 г. (во время Ста дней), он был избран в Палату депутатов (55 голосами из 104) от Ньевра. После возвращения Бурбонов к власти, выслан из Парижа в Коньяк,  с пенсией в 12 тысяч франков. Через некоторое время Сорбье вернулся в Сен-Сюльпис, где получил должность мэра.
В 1827 Жан Сорбье тяжело заболел. Предчувствуя близкую кончину, он попросил перевезти его в родовой замок де ля Мот. Острая боль, которую испытывал мэр, не позволяла перевезти его в повозке, поэтому рабочие фаянсового завода Невера транспортировали его на носилках. 23 июля 1827 г. Жан Сорбье после долгих мучений скончался. Его останки были захоронены в часовне городской церкви в Сен-Сюльпис.
Памятуя о заслугах генерала перед отечеством, его именем были названы улицы в Невере и Париже. Кроме этого, фамилию Сорбье можно найти на восточном своде Триумфальной Арки Звезды.